# Paul Caraway

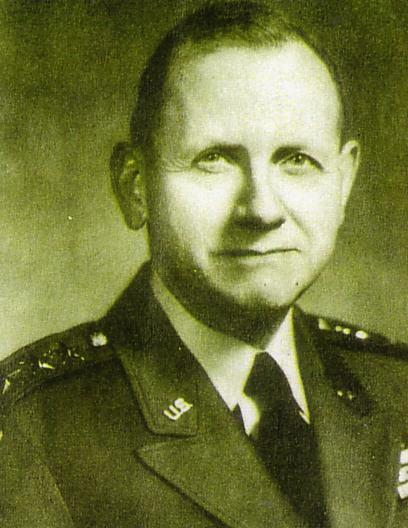
Paul Wyatt Caraway

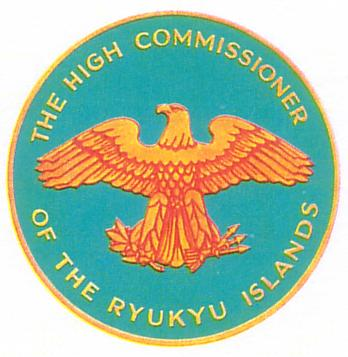
Siegel des High Commissioners der Ryūkyū-Inseln

Paul Wyatt Caraway (* 23. Dezember 1905 in Jonesboro (Arkansas), Vereinigte Staaten; † 13. Dezember 1985 in Washington D. C.) war ein Generalleutnant der US-Army und vom 16. Februar 1961 bis 31. Juli 1964 dritter Hochkommissar der US-Zivilverwaltung auf den Ryūkyū-Inseln.

## Leben und Wirken
Paul W. Caraway schloss 1929 die Militärakademie von West Point ab und wurde Secondeleutnant. Von 1935 bis 1937 diente er beim 15. Infanterieregiment in Tientsin. Von 1938 bis 1942 lehrte Caraway Jura in West Point. Von 1942 bis 1944 diente er im Generalstab des US-Kriegsministeriums. Außerdem fungierte er als stellvertretender Stabschef von General Albert Wedemeyer auf dem Kriegsschauplatz in Burma. Er wurde 1945 zum Brigadegeneral befördert. Er wurde später zum Generalmajor befördert und befehligte von August 1955 bis April 1956 die 7th Infantry Division in Korea. Von 1957 bis 1958 war er Stabschef im Hauptquartier der US-Streitkräfte in Japan. 
Paul Caraway qualifizierte sich nach seinem Universitätsabschluss als Rechtsanwalt und wirkte ab 1961 als dritter Hochkommissar und Kommandeur der US-Streitkräfte, die unter US-Militärherrschaft in Okinawa stationiert waren. 
Als er auf der Insel ankam, trug er bereits die Drei-Sterne-Insignien eines Generalleutnants, obwohl der Senat der Vereinigten Staaten seiner Beförderung in diesen Rang noch nicht zugestimmt hatte. Er übte eine so starke Macht aus, dass sie als „Caraway-Art und -Weise“ in die Geschichte eingegangen ist. 
Caraway widersetzte sich Schritten in Richtung Autonomie für die Ryūkyū-Inseln, als Präsident John F. Kennedy und Premierminister Ikeda Hayato sich bereits auf weitere gemeinsame Anstrengungen zur Verbesserung des Wohlergehens der Insel-Bevölkerung geeinigt hatten. Aber erst 1972 wurden die Inseln wieder Teil des japanischen Staates.
Caraway gab im August 1964 sein Amt auf und schied aus dem Militärdienst aus. Nach seinem Ausscheiden zog er 1967 nach Washington D. C., wo er Professor an der „Benjamin Franklin University“ wurde und dort Betriebswirtschaftslehre unterrichtete.